# 珀勒烏鄉
45°51′N 25°11′E / 45.850°N 25.183°E
珀勒烏鄉（羅馬尼亞語：Comuna Părău, Brașov），是羅馬尼亞的鄉份，位於該國中部，由布拉索夫縣負責管轄，面積112平方公里，海拔高度443米，2007年人口2,111，人口密度每平方公里19人。